# غلين وينر
غلين وينر (بالإنجليزية: Glenn Weiner)‏ مواليد 27 أبريل 1976 في جوهانسبرغ، جنوب أفريقيا، هو لاعب كرة مضرب أمريكي سابق بدأ مسيرته كمحترف سنة 1994 وكان يلعب باليد اليمنى. أعلى تصنيف له في الفردي كان المركز الـ 119 في سنة 2004. أعلى تصنيف له في الزوجي كان المركز الـ 85 في سنة 2002.

## النهائيات

### الزوجي: 1 (0–1)
| الحصيلة | الرقم | السنة | الدورة                                | الأرضية | الشريك    | المنافس في النهائي   | النتيجة في النهائي |
| ------- | ----- | ----- | ------------------------------------- | ------- | --------- | -------------------- | ------------------ |
| الوصافة | 1.    | 2001  | بطولة نيوبورت للتنس، الولايات المتحدة | عشبية   | أندريه سا | بوب براين مايك براين | 3–6, 5–7           |

## روابط خارجية
- غلين وينر على موقع رابطة محترفي التنس (الإنجليزية)
- غلين وينر على موقع الاتحاد الدولي لكرة المضرب (الإنجليزية)
- غلين وينر على موقع خلاصة التنس.كوم (الإنجليزية)